# Gornomarijskij rajon
Il Gornomarijskij rajon (in russo Горномарийский район?) è un rajon della Repubblica dei Mari, nella Russia europea; il capoluogo è Koz'modem'jansk. Il rajon ricopre una superficie di 1 971,47 chilometri quadrati ed ospitava nel 2023 una popolazione di 19 891 abitanti.